# Capnia zukeli
Capnia zukeli är en bäcksländeart som beskrevs av Paul E. Hanson 1943. Capnia zukeli ingår i släktet Capnia och familjen småbäcksländor. Inga underarter finns listade i Catalogue of Life.